# أرخبيل ألكسندر
أرخبيل ألكسندر (بالإنجليزية: Alexander Archipelago)‏ هو مجموعة جزر يبلغ طولها 480 كم، تقع في شمال الولايات المتحدة الأمريكية، أمام الساحل الجنوبي الشرقي لولاية ألاسكا.

## وصف الجزر
يضم الأرخبيل 1100 جزيرة، وهي عبارة عن قمم جبال ساحلية مغمورة وبارزة من المحيط الهادئ بانحدارات شديدة. وتفصل بينهم قنوات عميقة ومضايق تفصلهم عن البر الرئيسي.

## السواحل
ولهذه الجزر شواطئ شديدة الانحدار وغابات مطيرة ودائمة الخضرة. ومعظمها يمكن الوصول إليها عن طريق القارب أو الطائرة.
وأغلبية الجزر مدرجة ضمن غابة تونغاس الوطنية.

## الجزر
ترتيب الجزر من حيث المساحة: برينس أوف ويلز، تشيكاغوف، أدميرالتي، بارانوف، ريفيلاغيغيدو، كوبريانوف، كويو، إيتولين، دال، رانجيل، ميتكوف، زاريمبو، كوشيوسكو، كروزوف، أنيت، غرافينا، ياكوبي.
كل هذه الجزر وعرة وكثيفة الغابات ووفيرة الحياة البرية.

## السكان
يسكن المنطقة شعوب تلينجيت وكايغاني هايدا. أما شعب تسيمشيان الموجود على جزيرة أنيت، ليسوا من السكان الأصليين لهذه الجزيرة، حيث هاجروا إليها من كولومبيا البريطانية في أواخر القرن التاسع عشر.

## المدن
أكبر المدن هي كيتشيكان على جزيرة ريفيلاغيغيدو، ومدينة سيتكا على جزيرة بارانوف.

## السكان
الصناعات الرئيسية للأرخبيل هي السياحة وصيد السمك.